# SV Eltanin
SV Eltanin, SY Eltanin – polski statek żaglowy (jacht) typu J-80.

## Historia i rejsy
Kadłub "Eltanina" zbudowany został w stoczni w Płocku (numer budowy: 6). W 1999 roku statek został wykończony metodą gospodarczą przez Jerzego Różańskiego.
Od tego czasu każdego roku "Eltanin" odbywa rejsy na Spitsbergen, gdzie świadczy usługi transportowe dla naukowców, turystów i innych zainteresowanych. W 2000 roku, za dwie wyprawy na Spitsbergen na "Eltaninie", II nagrodę Żeglarza Roku, w konkursie pod patronatem "Głosu Wybrzeża", otrzymał kpt. Jerzy Różański.

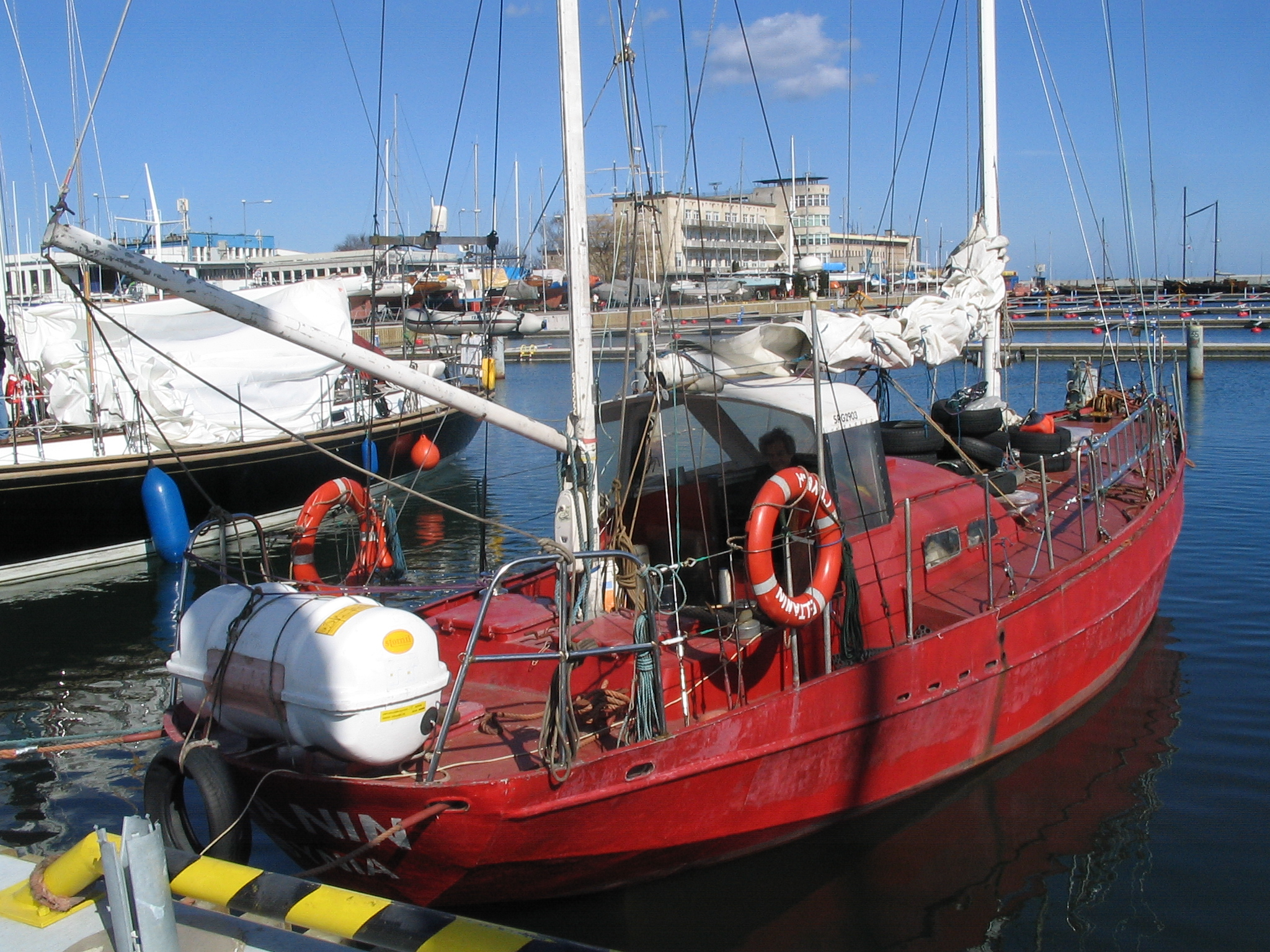
Eltanin w Gdyni

 Nazwa jachtu pochodzi od gwiazdy o tej samej nazwie.

## Niektóre dane techniczne
- długość - 11,60 m
- długość całkowita - 13,67 m
- wysokość boczna - 3,15 m
- rok budowy - 1999
- silnik główny - diesel Lister HRW3MGR o mocy 44,25 KM
- agregat prądotwórczy - Sole Diesel MINI-17/G-8T-3 17HP/8 kVA